# プリトヴィー・シング2世
プリトゥヴィー・シング2世（Prithvi Singh II, 1762年 - 1778年4月13日）は、北インドのラージャスターン地方、アンベール王国の君主（在位：1768年 - 1778年）。

## 生涯
1762年4月13日、アンベール王国の君主マードー・シングの息子として、ジャイプルで誕生した。
1768年3月5日、マードー・シングが死亡したことにより、王位を継承した。
1778年4月13日、プリトヴィー・シング2世はジャイプルで死亡し、弟のプラタープ・シングが王位を継承した。